# American International School of Bucharest

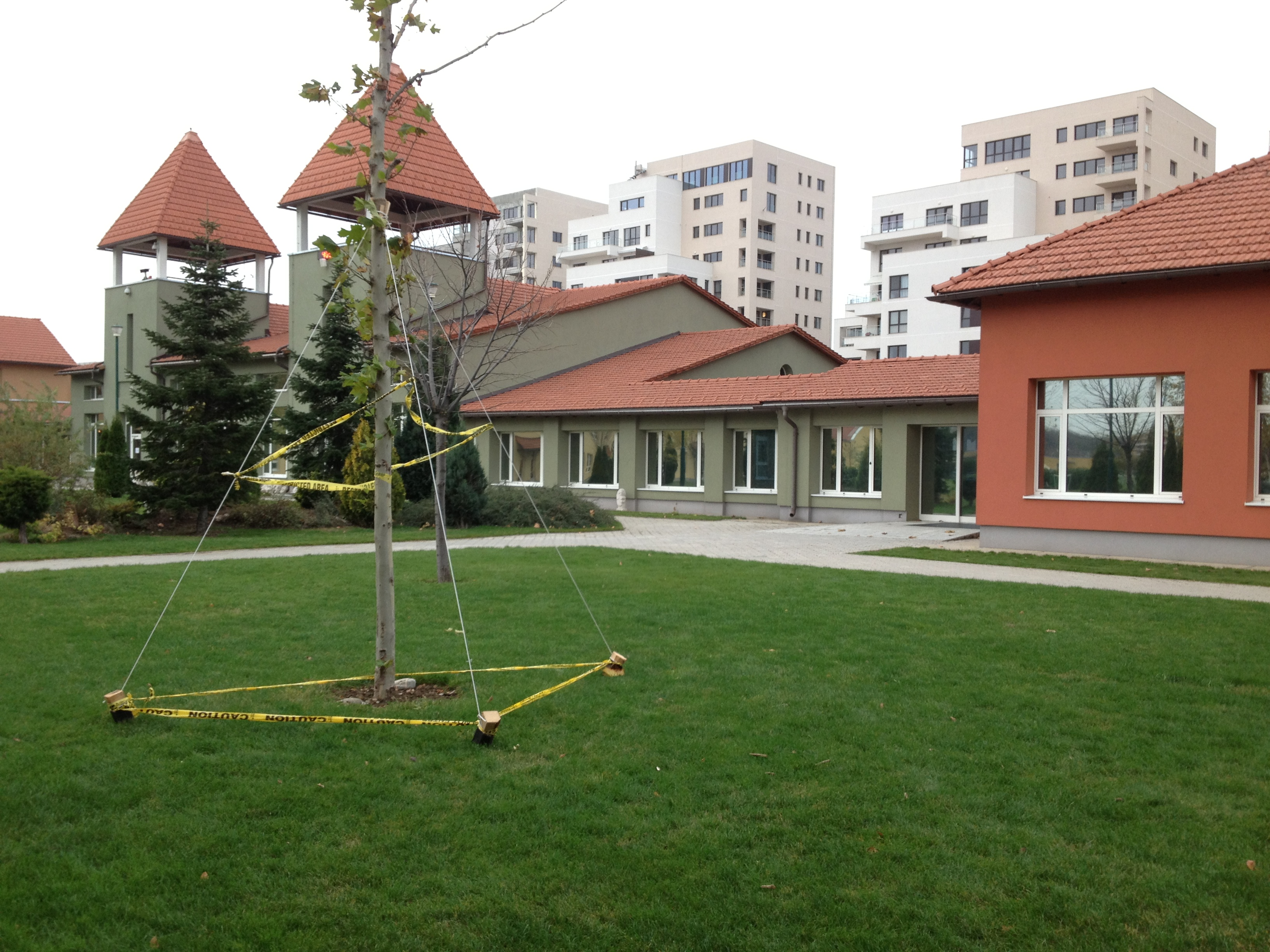
American International School

American International School of Bucharest (AISB) este o școală internațională, localizată în Voluntari, la 5 km în afara capitalei București, România.
Campusul este situat pe 10 hectare. Engleza este limba primară de predare. Școala a fost fondată în 1962 de către Ambasada SUA. AISB este una dintre școlile din România autorizate să le ofere elevilor diploma de bacalaureat internațional (IB), fiind certificată să ofere programele de învățământ primar PYP, de vârstă mijlocie MYP și programul de diplomă IB. Școala are peste 955 de elevi, din peste 66 de țări.